# Туттуль
Туттуль — тепе на берегу Евфрата на востоке Сирии. Значимый древний город процветал со второй половине 3-го тысячелетия до XVII века до н. э., когда он находился в зависимости от Мари.